# Felsővisó
Felsővisó (románul: Vișeu de Sus, németül: Oberwischau, jiddisül אויבר-ווישווה, ukránul: Вишово-Вижнє) város Romániában, Máramaros megyében, a történeti Máramarosban.

## Fekvése
A városközpont a Vasér Visóba folyásánál, Máramarosszigettől 65 km-re délkeletre, a Máramarosi-havasok lábánál, 427 méteres tengerszint feletti magasságban helyezkedik el. A lakosság nagy része a főként a két fő vízfolyás mentén fekvő kisebb településrészeken él. Ezek: Valea Vaserului (németül: Wassertal), Valea Peștilor (Fischtal), Valea Scradiei (Schradental), Novăț (Neuwetz), Novicior (Nowitschor), Valea Botoaia, Arșița és Rădeasa.

## Nevének eredete
Nevét a Visó folyóról kapta. Első említése: Felsewysso (1468). A mai városközpont területének régi neve Zwischenbach/Între Râuri ('folyók köze') volt.

## Története
Román–ruszin lakosságú kisnemesi falu volt Máramaros vármegyében. A románok a Visó mentén és a mai Valea Vaserului településrészen, a ruszinok főként Novăț és Valea Scradei házcsoportokban éltek.
A jelenlegi városközpont területére először kamarai favágók érkeztek a salzkammerguti Gmundenből, 1776-ban. Ők eredetileg nem szándékoztak végleg letelepedni és amikor a határidő lejártával nem kapták meg a kamarától a visszatérésre szóló engedélyt, először sztrájkba léptek. Hozzájuk előbb 1778-ban csatlakozott hét, sztrájktörőnek betelepített németmokrai család, majd 1785-ben Bad Ischlből, Ebensee-ből és környékükről érkeztek újabb családok. Az ausztriai származású németek („Teitschi”) által lakott településrész később a  Tie Taitsche Reih ('német sor') nevet viselte. Lakói fakitermeléssel, tutajozással, ácsmunkával és zsindelykészítéssel foglalkoztak, később akadtak köztük kőművesek és vasutasok is.
Először 1796–1798-ban Késmárkról, Lőcséről és Németprónáról költöztek be cipszerek, majd  1812-ben 25 hobgárti erdőmunkás család, a következő években újabb cipszer családok Lublóról és Podolinból, 1829-ben Szepeskáptalanból, Korponáról, Nagylévárdról és más helységekből, végül a század közepén Bukovinából vagy Galíciából. Velük települt be az 1802 után, Ernst Plaud tervei alapján felépített  Zipserei (vagy Zipserreih') településrész mai városközpont nyugati végében. A cipszerek főként famunkával és tutajozással foglalkoztak. A zipserei-i házuk mellett minden cipszer család fenntartott egy kalibát is a hegyekben. A 20. század közepére részben elmagyarosodtak.
Első zsidó lakosa, a morvaországi Nikolsburgból való Schmuel Fruchter rabbi állítólag már 1740-ben megtelepedett itt. Nagyobb létszámban azonban csak az 1840-es években érkeztek zsidók Galíciából és Bukovinából. Kelet-európai típusú zárt, homogén negyedet – stetlt – hoztak létre. Többségükben szegények voltak és számos mesterséget űztek: kézművesek (cipészek, szabók, szűcsök stb.), kereskedők, kocsmárosok éppúgy voltak köztük, mint favágók, fuvarosok, hordárok, földművesek és pásztorok. Kitartóan ragaszkodtak a vallási ortodoxiához, majd a haszidizmus talált köztük termékeny talajra. A 19. század második és a 20. század első felében jesivája a legnevesebbek közé tartozott a Kárpát-medencében. 1907-ben egy héber betűs nyomdát állítottak föl, ebben készült a jesiva saját folyóirata. A zsidók mindvégig a jiddis nyelvet használták. 1935-től jiddis nyelvű újság is megjelent itt, Kolenu – Unzere stimé ('Hang – A mi hangunk') címmel.

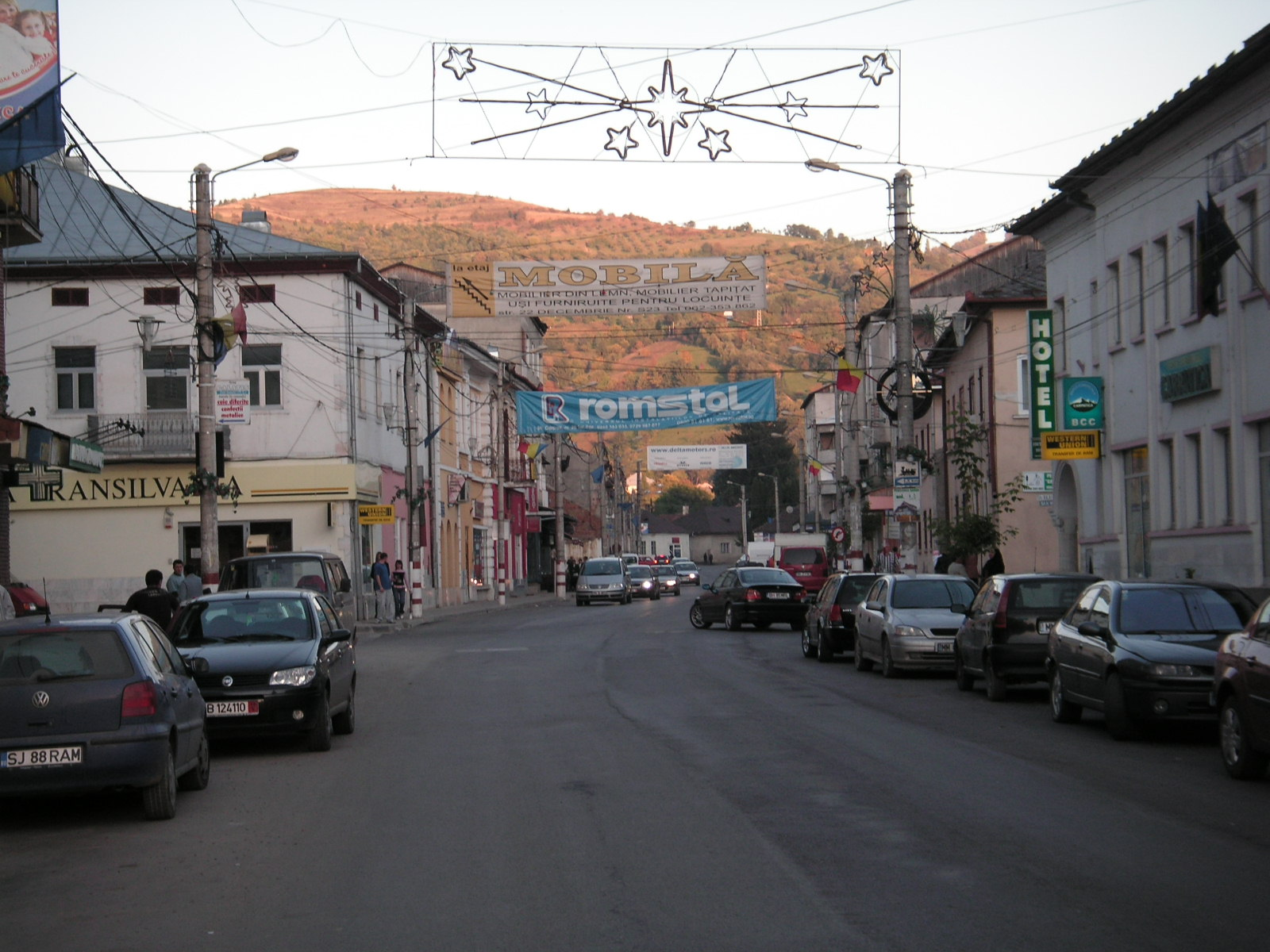
A városközpont

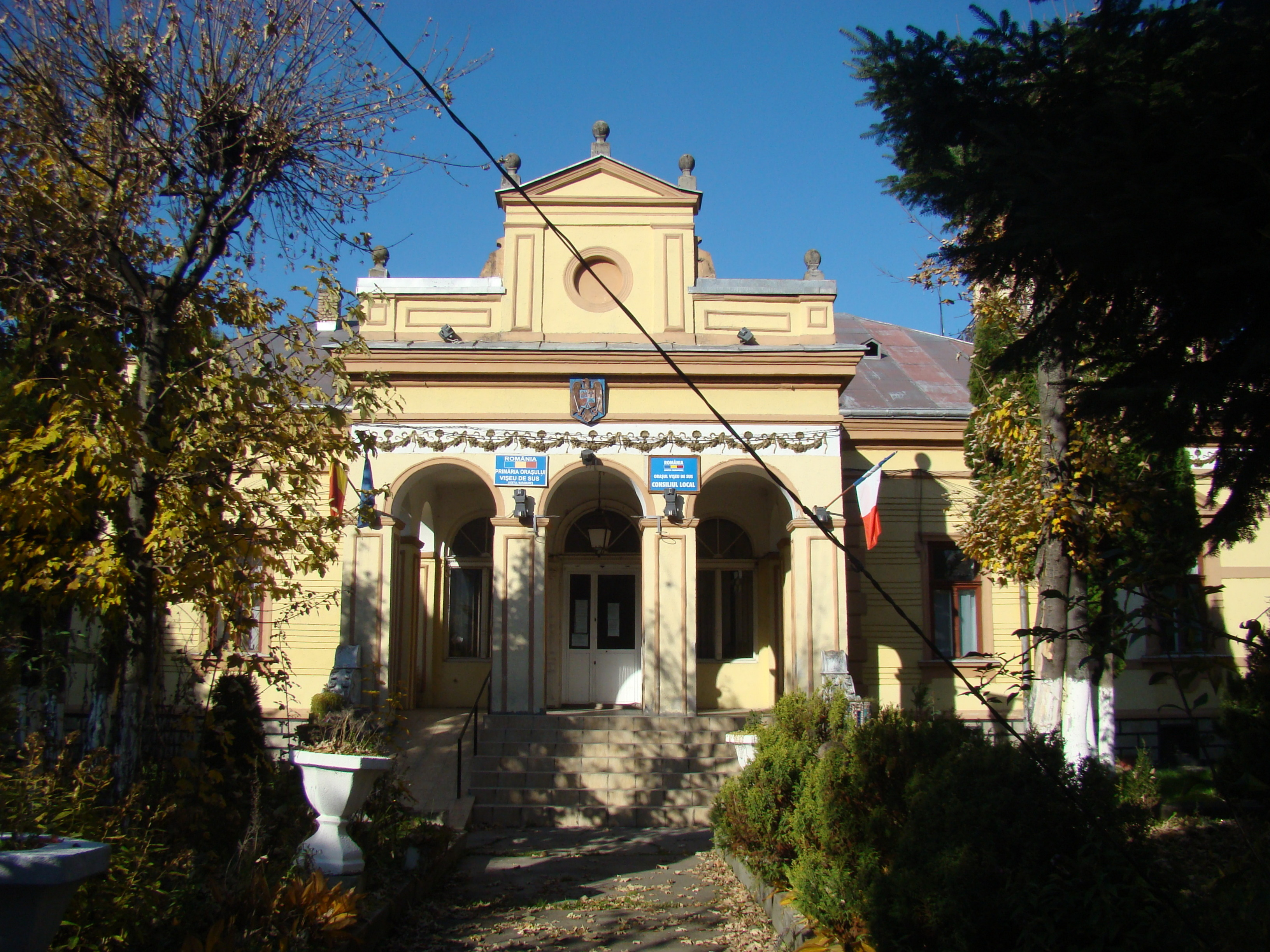
A városháza (Simon Pop egykori kúriája)

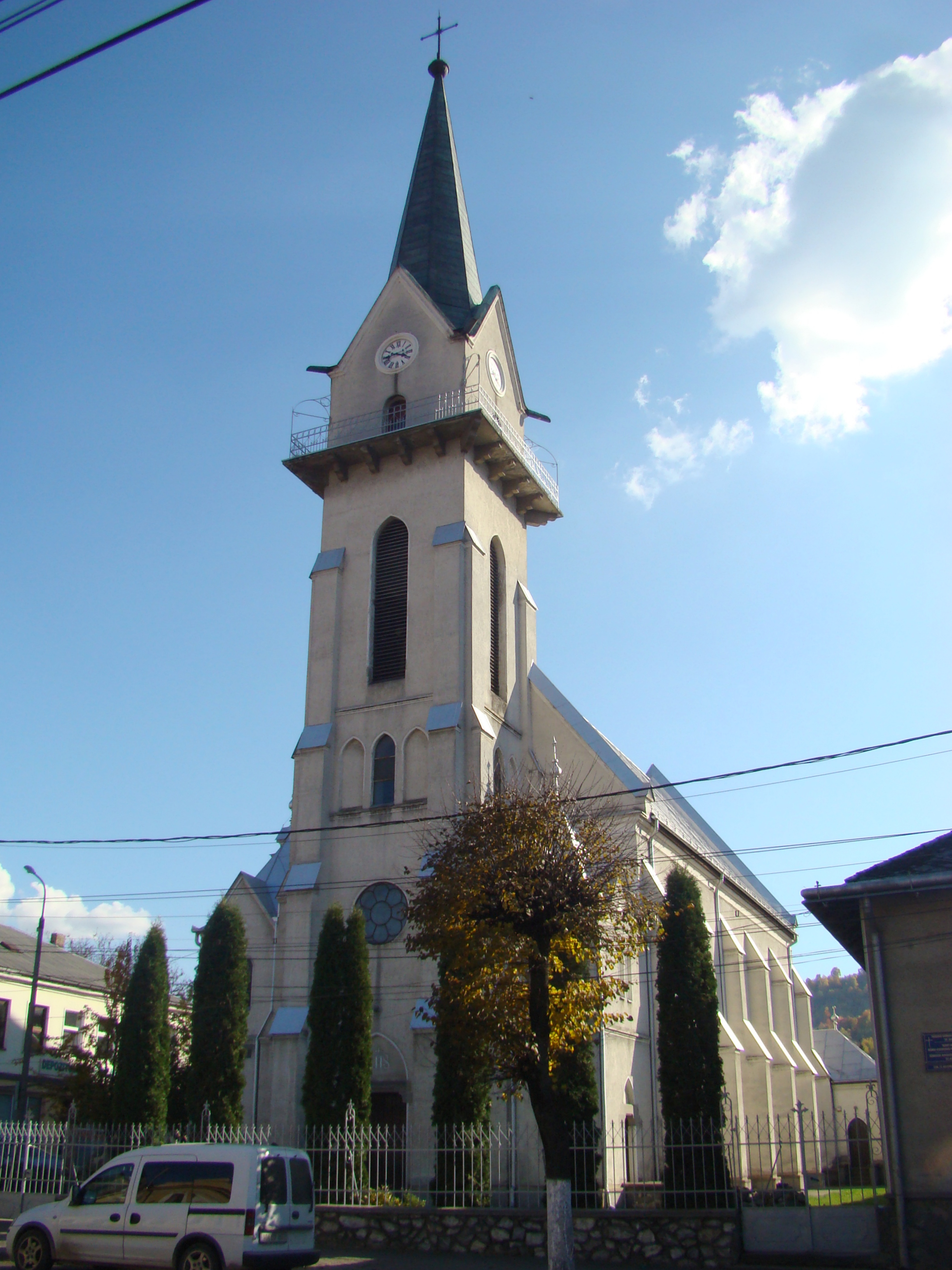
A római katolikus templom

1848–1849-ben görögkatolikus papja, a petrovai születésű Simeon Pop részt vett a szabadságharcban. 1849-ben halálra ítélték, amit várfogságra módosítottak. 1854-ben szabadult. 1865-ben a kerület országgyűlési képviselőjének választották.
1848-ig határában ércbányászat is folyt. A 19. század közepén a Suliguli-forrás vizét (ma a vasér-völgyi vasút egyik megállója) palackozták és évi több százezer palacknyi fogyott el belőle. Az akkori Magyarországon a legerősebb ásványvíznek számított. Higítatlan állapotában habzott és nem is volt tanácsos inni belőle. A helyiek a kolera elleni védekezésképp fogyasztották.
Máramaros vármegye egyik járásának a központja volt. 1856-ban nyílt meg gyógyszertára. 1913-ban egy Pop Simon által fölállított épületben kórháza is létesült.
1944. április 15-e után a leordinai székhelyű tábori csendőrség az itt fölállított gettóba gyűjtötte össze Borsa, Ruszpolyána, Leordina, Majszin, Petrova és Ruszkova zsidó lakosságát, összesen 17 ezer főt. Május elején három transzporttal, Kassán keresztül deportálták őket Auschwitzba. 1947-ben hétszáz zsidó túlélőt számláltak össze Felsővisóban, de az 1960-as évek elejéig többségük Izraelben telepedett le.
1944. október 10-én a német hadsereg a felsővisói németeket a borsaiakkal együtt evakuálta és a telet Sziléziában, barakkokban töltötték. A legtöbben visszatértek. Visszatérésük után a szovjetek Máramarosszigetre internálták őket és a munkaképes férfiakat kényszermunkára a Szovjetunióba vitték. 1956-ban kapott városi rangot. A szocializmus alatt bányái és bútorgyára is működtek. Az 1990-es években kb. háromezer lakosa vándorolt ki Németországba.

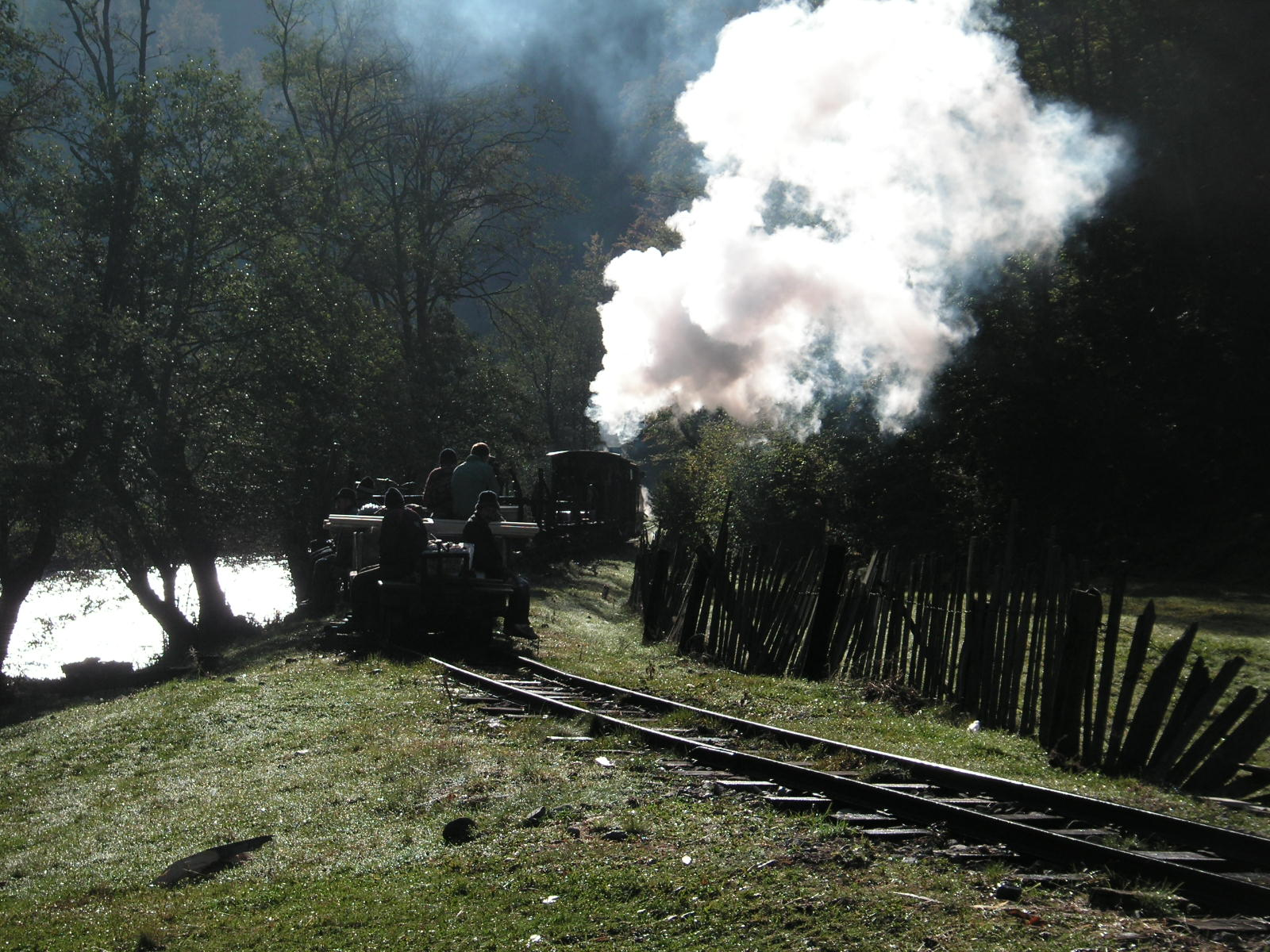
Erdőmunkásokat szállító szerelvény

## Lakossága
- 1840-ben 2374 görögkatolikus, 1030 római katolikus és 544 zsidó lakosa volt.[5]
- 1900-ban 7562 lakosából 4191 volt német (55,42%), 1258 román (16,63%), 938 magyar (12,40%) és 271 ruszin (3,58%) anyanyelvű; 2500 görögkatolikus, 2499 zsidó és 2492 római katolikus vallású. A lakosság 12%-a tudott írni-olvasni, a nem magyar anyanyelvűek 33%-a beszélt magyarul.
- 2002-ben 15 878 lakosából 13 878 volt román (87,40%), 1113 német (7%), 530 magyar (3,33%) és 274 ukrán (1,72%) nemzetiségű; 13 158 ortodox, 1883 római katolikus és 573 görögkatolikus vallású.

## Közlekedés
A települést érinti az üzemen kívüli Alsóvisó–Borsa-vasútvonal.
Innen indul a Felsővisói Erdei Vasút vonala.

## Látnivalók
- Felsővisói Erdei Vasút
- A Valea Scradei-i ortodox fatemplomot 1762-ben szállították át mai helyére a La Mănăstire nevű dűlőből, ahol 1719 és 1749 között kolostor működött.[6] Minden év szeptember 8-án zarándoklat helyszíne.
- Ortodox (volt görögkatolikus) temploma 1832–1844-ben, görögkatolikus fatemploma 1842-ben épült.
- Római katolikus kápolna a Vasér-völgyben fekvő Fainán (németül: Feinen – 1909–1910).
- Római katolikus temploma 1912 és 1918 között épült neogótikus stílusban, az olasz Augustino Maretti tervei alapján.
- A mai városháza a 20. század elején épült, eredetileg Pop Simon, a környék „kiskirálya”[7] számára.
- Zsidó temető a város északi részén, a Vasér jobb partján.
- Helytörténeti és néprajzi gyűjtemény.

## Gazdasága
- Meduman gyógyszergyár.
- Faipar. Legnagyobb munkaadója az R. G. Holz Company.
- Turizmus.

## Híres emberek
- Itt született 1815-ben Szalatnay Márk szabadságharcos főhadnagy, szakszervezeti vezető.
- Itt született 1898-ban Ferenczy László magyar csendőrtiszt, a magyarországi zsidók deportálásának egyik fő szervezője
- Itt született 1904-ben Sziráky Judit írónő.
- Itt született 1974-ben Liviu Pop politikus, miniszter.

## Testvérvárosa
- Staunton, Virginia